# Дмитренко Василь Іванович
Василь Іванович Дмитренко (20 жовтня 1956, с. Березоточа, Лубенський р-н, Полтавська обл. — 13 листопада 2024, м. Черкаси) — український архітектор. Член Національної спілки архитекторів України (1986; від 1999 — голова Черкаської обласної організації). Заслужений архітектор України (2004). Народний архітектор України (2016). Дійсний член Української академії архітектури (2007) та Академії інженерних наук України. Доктор філософії (2016), професор. Лауреат премії Академії будівництва України (2010, 2019).

## Життєпис
Народився 20 жовтня 1956 року в с. Березоточа на Полтащині.
Закінчив архітектурний факультет Одеського інженерно-будівельного інституту (1979).
1979—1991 рр. працював в інституті «Черкасцивільпроєкт». Брав участь в розробленні проєктів архітектурно-містобудівних об′єктів у Черкасах та області.
Працював у Черкаському міськвиконкомі, виконував обов′язки начальника управління містобудування та архітектури Черкаської міської ради (1991—2009).
Обіймав посаду головного архітектора м. Черкаси (1993—2009).
Від 1999 р. був очільником Черкаської обласної організації Національної спілки архітекторів України, входив до топонімічної комісії при виконавчому комітеті Черкаської міської ради.
Професор Василь Дмитренко викладав архітектуру будівель і споруд на кафедрі промислового та цивільного будівництва факультету технологій, будівництва та раціонального природокористування у Черкаському державному технологічному університеті.
Помер 13 листопада 2024 р. в Черкасах.

## Основні архітектурні проєкти
Архітектор брав участь в розробці генерального плану, історико-опорного плану, схем ландшафтного планування Черкаської області, зонінг-плану м. Черкаси, об′єктів Шевченківського національного заповідника в Каневі та Національного історико-культурного заповідникав «Чигирин» в Чигирині, транспортних терміналів в Каневі, проєкту реконструкції річкового вокзалу в Черкасах та готелю в Каневі. Автор низки пам′ятників в Черкасах, Каневі, селах Легедзине та Іракліїв
Серед реалізованих проєктів — мікрорайони міст Умань (1986), Ватутіне (нині Багачеве, 1987), Канів (1988; усі — Черкаська обл.); мікрорайони № 1 (1980) та № 2 (1984) житлового району «Митниця», мікрорайони № 1 (1981) та № 3 (1984) житлового району «Перемога», пам'ятник Богданові Хмельницькому (1995), житлові будинки на бульварі Т. Шевченка, № 250, № 258 (1995–96), Свято-Миколаївський собор (1999; усі — у співавт.) у Черкасах.

## Відзнаки і нагороди
- Грамоти та почесні грамоти Верховної Ради України (1986, 2006, 2017, 2018);
- Заслужений архітектор України (2004);
- Подяка Президента України (2010);
- Подяка прем′єр-міністра України (2010);
- Премія Академії будівництва України (2010, 2019).
- Народний архітектор України (2016);
- Подяка Президії Національної академіїнаук України (2019).